# 侍浜駅
侍浜駅（さむらいはまえき）は、岩手県久慈市侍浜町字堀切（ほっきり）にある、東日本旅客鉄道（JR東日本）八戸線の駅。

## 歴史

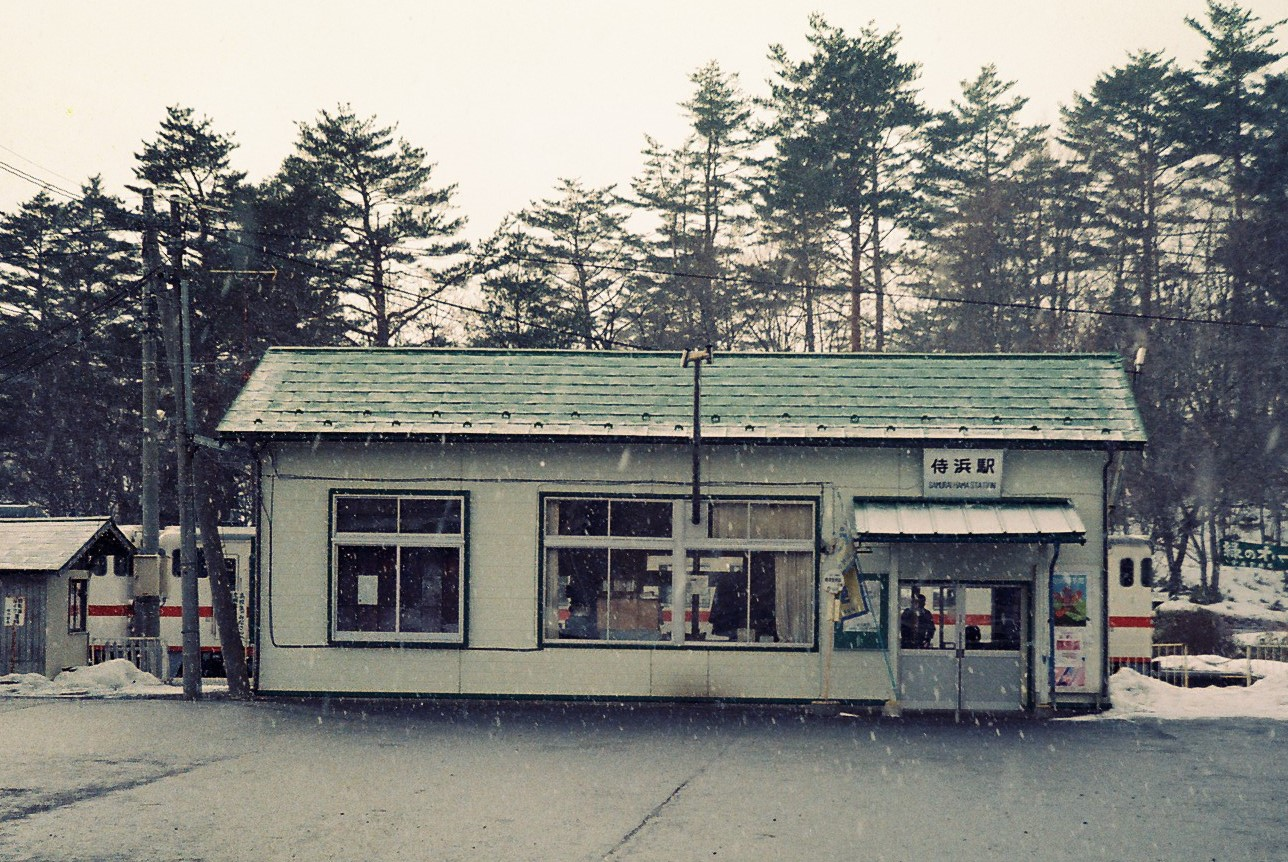
旧駅舎（1992年2月）

- 1930年（昭和5年）3月27日：陸中八木 - 久慈間の開業と同時に鉄道省の駅として開業[2]。
- 1962年（昭和37年）10月1日：貨物の取り扱いを廃止[3]。
- 1984年（昭和59年）2月1日：荷物の扱いを廃止[3]。
- 1987年（昭和62年）4月1日：国鉄分割民営化により、JR東日本の駅となる[2]。
- 2004年（平成16年）10月16日：交換設備を撤去し、同時に無人駅となる。
- 2011年（平成23年）3月11日：東北地方太平洋沖地震とこれにより発生した大津波（東日本大震災）により全線で不通。
- 2012年（平成24年）3月17日：種市 - 久慈間復旧に伴い営業再開。
- 2019年（令和元年）10月13日：令和元年東日本台風（台風19号）の影響により、当駅構内の盛土が流出する被害を受ける[4]。
- 2022年（令和4年）4月1日：久慈駅長廃止に伴い、八戸駅長管理下となる。
- 2024年（令和6年）10月1日：えきねっとQチケのサービスを開始[1][5]。

## 駅構造
単式ホーム1面1線を有する地上駅である。2004年（平成16年）10月15日までは相対式ホーム2面2線で、タブレット交換が行われていた。同日まで久慈駅所属の侍浜在勤駅員が配置されていた。配置要員が助役を含めて2人と少なかったため、月数回は久慈駅から助勤が行われていた。なお、当時は早朝夜間は駅員が不在となるため、陸中八木 - 久慈間で併合閉塞を行っていた。
八戸駅管理の無人駅である。2022年（令和4年）4月1日までは久慈駅長管理下の無人駅であった。以前は木造平屋建ての駅舎があり、駅員がいたころは出札口があったが、板で塞がれていた。現在は駅舎は撤去され、2008年（平成20年）3月より新たに待合室が設置されている。

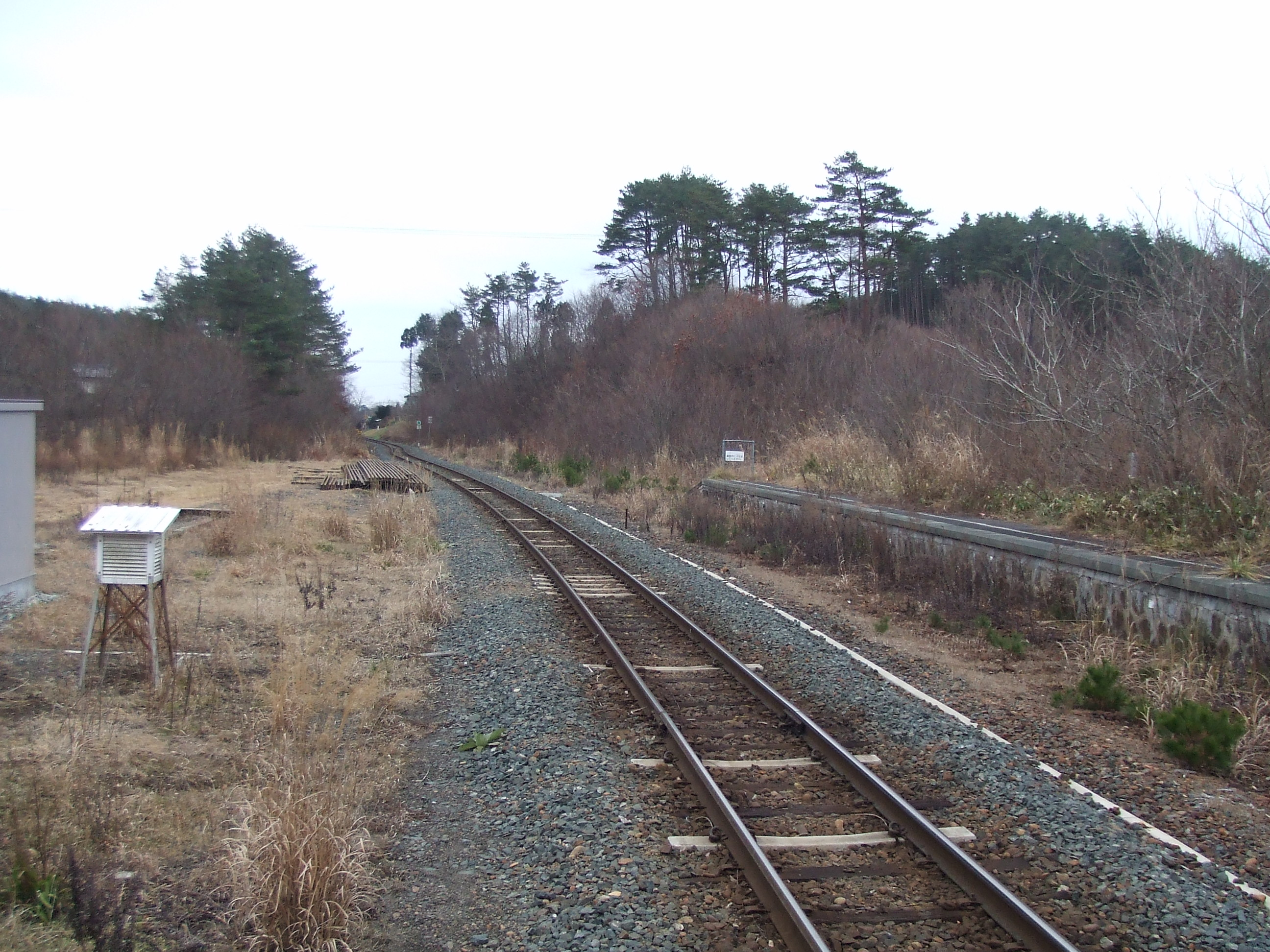
使用されなくなった側の線路は撤去されている（2008年12月）
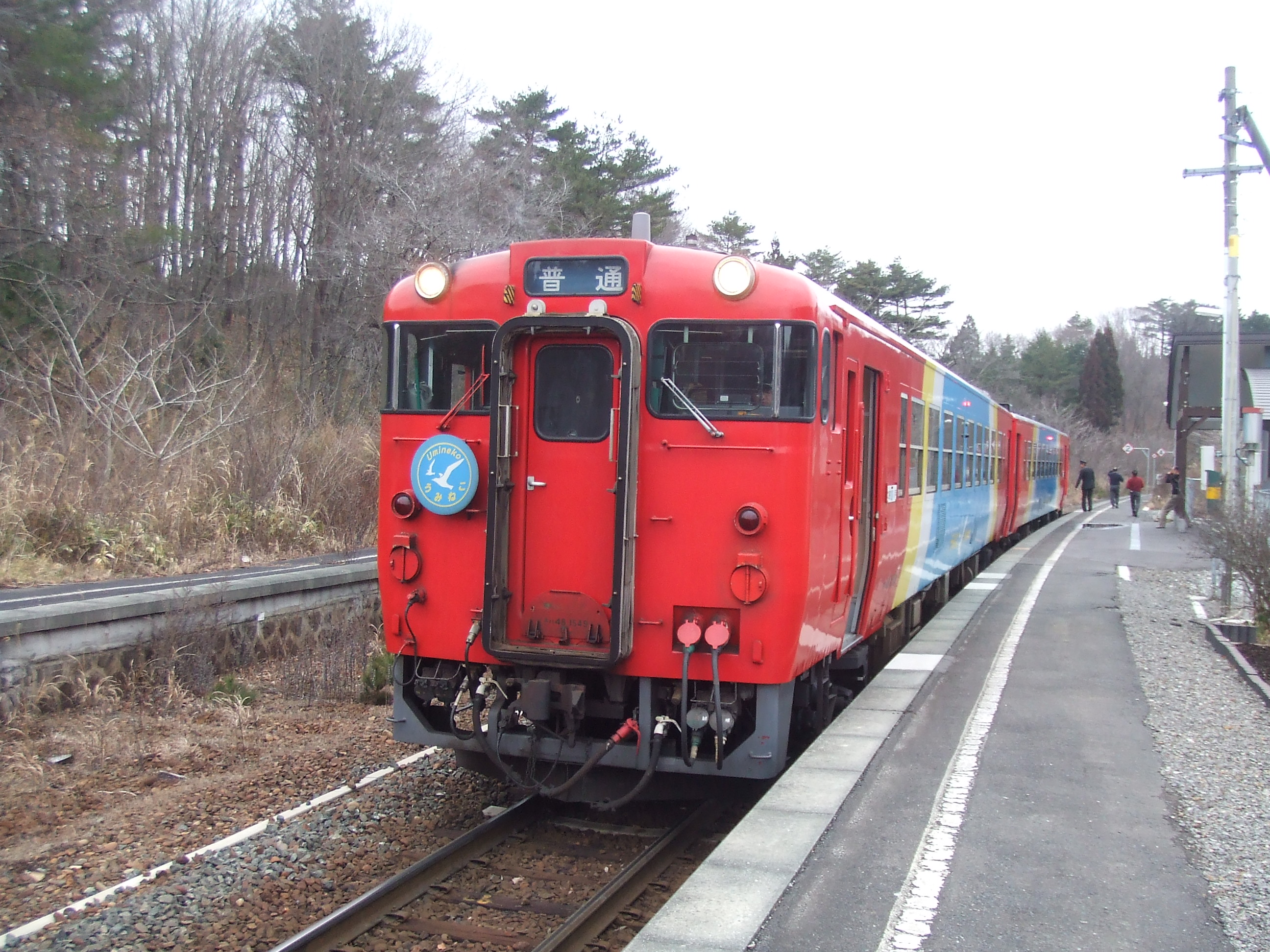
ホーム（2008年12月）

## 利用状況
JR東日本によると、2000年度（平成12年度）- 2003年度（平成15年度）の1日平均乗車人員の推移は以下のとおりであった。
| 乗車人員推移       | 乗車人員推移     | 乗車人員推移 |
| 年度               | 1日平均 乗車人員 | 出典         |
| ------------------ | ---------------- | ------------ |
| 2000年（平成12年） | 91               | [ 6 ]        |
| 2001年（平成13年） | 81               | [ 7 ]        |
| 2002年（平成14年） | 79               | [ 8 ]        |
| 2003年（平成15年） | 76               | [ 9 ]        |

## 駅周辺
- 岩手県道149号侍浜停車場線
- 岩手県道153号侍浜停車場阿子木線

## 隣の駅
東日本旅客鉄道（JR東日本）
■八戸線
陸中中野駅 - 侍浜駅 - 陸中夏井駅